# アトレチコ・モンテ・アズル
アトレチコ・モンテ・アズル (ポルトガル語: Atlético Monte Azul) は、ブラジル・サンパウロ州モンテ・アズル・パウリスタを本拠地とするサッカークラブである。

## 歴史
1920年4月28日設立。当初はアマチュアクラブだったが、1940年代後半にプロ化。1950年からは州選手権に参戦している。2004年には州選手権のセグンダ・ジヴィゾンで優勝。2009年には州選手権A2で優勝し、クラブ史上初となるトップディビジョン昇格を果たした。

## タイトル

### 国内タイトル
- カンピオナート・パウリスタ・セリエA2 : 1回
  - 2009

- カンピオナート・パウリスタ・セグンダ・ジヴィゾン : 1回
  - 2004

### 国際タイトル
なし